# Markus Hess (Hacker)
Markus Hess ist ein ehemaliger deutscher Hacker.

## KGB-Hack
Markus Hess war neben Karl Koch und anderen am KGB-Hack in den 1980er Jahren beteiligt. Er trat unter dem Pseudonym „Urmel“ (nach der Kinderbuchfigur Urmel aus dem Eis) im weltweiten Netz auf. Am 23. Juni 1987 wurden Wohnung und Arbeitsplatz von Markus Hess in Hannover durchsucht, nachdem Clifford Stoll vom Lawrence Berkeley National Laboratory in Kalifornien auf den Hacker aufmerksam geworden war, der in die Computer des Laboratoriums eingedrungen war. In einem Prozess vor dem Oberlandesgericht Celle, bei dem auch Clifford Stoll aussagte, wurden Hess und andere 1990 zu verschiedenen Bewährungsstrafen verurteilt.

## Ziele der Hacks
Rechner, die Markus Hess gehackt hat:
- SRI International – Menlo Park, Kalifornien
- US Army Darcom – Seckenheim
- Fort Bruckner Army Base – Japan
- U.S. Army 24th Infantry – Fort Stewart, Georgia
- US Navy Coastal Systems Computer – Panama City, Florida
- US Air Force – Ramstein
- MIT MX Computer, Cambridge, Massachusetts
- OPTIMIS Database – Verteidigungsministerium der Vereinigten Staaten
- Air Force Systems Command – El Segundo, Kalifornien
- Anniston Army Depot – Anniston, Alabama

## Filmische Rezeption
Die Geschichte um Markus Hess wird ansatzweise in dem Film 23 – Nichts ist so wie es scheint erzählt. Hess wird in dem Film aus dramaturgischen Gründen mit Hans Heinrich Hübner (Pseudonym „Pengo“), der auch an dem KGB-Hack beteiligt war, zu einer Person (David) zusammengefasst. Somit entspricht die Darstellung im Film nicht den tatsächlichen Ereignissen.
Verfilmt wurde auch die Geschichte von Clifford Stoll unter dem Namen „Der KGB, der Computer und ich“ (The KGB, the Computer, and Me) (1990). Der Fernsehfilm wurde erstmals am 3. Oktober 1990 in den USA ausgestrahlt (TV). Produziert wurde der Film an Originalschauplätzen von der WGBH Educational Foundation für die US-Fernsehdokumentar-Serie Nova. Die Folge ist ca. 60 Minuten lang und enthält auch ein kurzes Interview mit dem Hacker Pengo (Hans Heinrich Hübner) und einige Aufnahmen von Markus Hess, die während des Prozesses in Celle entstanden sind.
Die Geschichte rund um die Entdeckung des Hacks wird auch in der Doku-Serie Mysterien im Museum (Staffel 5, Folge 10) aufgegriffen. Anhand eines Exponates – des Oszilloskops, welches die Entfernungsschätzung des Hackers von den Bell Laboratories ermöglichte – wird der Vorfall ausführlich beschrieben. In der Folge kommt auch Clifford Stoll selbst zu Wort.